# 穆哈纳德·卡西姆

穆哈纳德·卡西姆·伊西·萨拉伊（Mohanad Qasim Eesee Sarray，1980年6月12日—），即穆哈纳德·卡西姆，也称穆哈纳德·萨拉伊，伊拉克足球裁判，2011年起担任FIFA国际裁判。
穆哈纳德·卡西姆曾执法2014年亞足聯U-16錦標賽决赛。2018年亞足聯冠軍聯賽半準決賽卡塔尔球队艾杜哈尼體育會与伊朗球队柏斯波利斯足球俱樂部的比赛上，穆哈纳德·卡西姆成为首位执法亚冠联赛半决赛的伊拉克主裁判。他还参加执法2018年國際足協世界盃外圍賽亞洲區十二强阶段的比赛，包括中国国家足球队与卡塔尔国家足球队的比赛。